# Ceyras
Ceyras är en kommun i departementet Hérault i regionen Occitanien i södra Frankrike. Kommunen ligger i kantonen Clermont-l'Hérault som tillhör arrondissementet Lodève. År 2022 hade Ceyras 1 389 invånare.

## Befolkningsutveckling
Antalet invånare i kommunen Ceyras
Referens:INSEE